# Helina xizangensis
Helina xizangensis är en tvåvingeart som beskrevs av Fang och Fan 1986. Helina xizangensis ingår i släktet Helina och familjen husflugor. Inga underarter finns listade i Catalogue of Life.